# Васил Грудев
Васил Грудев е български политик.

## Биография
Роден е на 5 май 1980 г. в град Пловдив. Завършва френската гимназия в родния си град. Впоследствие завършва магистратура в университета „Франш Конте“. През април 2006 г. започва работа в Държавен фонд „Земеделие“. Между април 2006 и декември 2008 г. е експерт в отдел „Директни плащания на площ“. В периода 2009 – 2011 г. е началник на отдел „Технически инспекторат“, а от 2011 до 2013 г. е заместник изпълнителен директор на ДФ „Земеделие“. През септември 2013 г. става изпълнителен директор на фонда до ноември същата година. В периода 6 август – 7 ноември 2014 г. е министър на земеделието и храните в служебното правителство на Георги Близнашки. Заместник министър на земеделието и храните по време на второто правителство на Бойко Борисов. През 2019 г. става за втори път изпълнителен директор на Държавен фонд Земеделие.